# Specialpedagogik
Specialpedagogik är ett kunskaps- och forskningsområde som har sin grund i pedagogiken och fokuserar på att anpassa undervisning och stöd för individer i behov av särskilt stöd, såsom funktionsnedsättningar eller inlärningssvårigheter. Målet är att skapa en inkluderande lärmiljö där alla elever ges möjlighet att nå sin fulla potential. Det finns idag ingen allmänt accepterad definition av vad specialpedagogik är, men området berör såväl teorier som praktiska metoder för att hantera individuella och organisatoriska utmaningar.
Enligt en svensk regeringsproposition från slutet av 1980-talet kan specialpedagogik tolkas som "insatser för elever som faller utanför den naturliga variationen i olikheter” (Prop. 1988/89:4 s. 80). De amerikanska forskarna Stainback och Stainback (1990) har föreslagit att begreppet special education borde ersättas med inclusive education, för att betona vikten av hel och full delaktighet för alla.

## Historisk bakgrund
Historiskt har specialpedagogik utvecklats för att ge stöd till elever som av olika skäl inte kunnat tillgodogöra sig den ordinarie undervisningen. Under 1900-talet skedde en förskjutning från segregerade specialskolor till en mer inkluderande syn, där målet är att integrera elever med särskilda behov i den vanliga skolan.
Denna utveckling har påverkats av flera viktiga internationella dokument som lyfter fram inkludering som en rättighet för alla elever. Salamancadeklarationen (1994), antagen vid en UNESCO-konferens, blev ett viktigt vägledande dokument för hur utbildningssystem bör utformas för att möta behoven hos elever med funktionsnedsättningar. Deklarationen betonade att skolor ska anpassas efter elevernas behov och att inkludering är en grundläggande princip för utbildning.
Även Barnkonventionen (1989), som är inkorporerad i lastiftningen i 94 länder, däribland i Sverige sedan 2020, har spelat en central roll. Den stärker barns rätt till utbildning utan diskriminering och understryker vikten av att ge särskilt stöd till barn med funktionsnedsättningar (artikel 23), samtidigt som den betonar rätten till utveckling och delaktighet (artiklarna 6, 28 och 29).
Vidare har Funktionsrättskonventionen (CRPD), 182 stater, däribland EU och Sverige, har ratificerat konventionen, haft stor påverkan på specialpedagogiken. Konventionensartikel 24 ställer krav på att utbildningssystem ska vara inkluderande på alla nivåer, vilket innebär att skolor inte bara ska tillgängliggöra utbildning utan också anpassa miljöer och metoder för att främja lärande och delaktighet för alla elever.
Dessa internationella ramverk har varit viktiga för att styra specialpedagogikens utveckling mot en mer inkluderande skola, där fokus ligger på att anpassa undervisningen och lärmiljön snarare än att segregera elever med särskilda behov.

## Specialpedagogiska perspektiv
Specialpedagogiska perspektiv handlar om olika sätt att förstå och bemöta elever med särskilda behov. En central fråga inom dessa perspektiv är om eleverna anses vara med behov eller i behov, vilket påverkar hur stödinsatser utformas och vilka prioriteringar som görs inom skolans verksamhet. När det talas om elever med behov, betonas individuella egenskaper och utmaningar, såsom funktionsnedsättningar eller diagnoser. Fokus ligger på att identifiera och tillgodose elevens behov som något inneboende i individen. Lösningar utformas ofta som anpassningar specifikt för eleven, till exempel tekniska hjälpmedel eller specialundervisning, ofta särskilt från övriga klassen. Detta synsätt återfinns ofta inom det medicinska perspektivet och delar av det kompensatoriska perspektivet.
Å andra sidan, att betrakta elever som i behov innebär det att deras behov ses som något som uppstår i samspelet mellan individen och omgivningen, exempelvis genom hinder i skolmiljön eller bristande anpassningar i undervisningen. Här ligger fokus på att förändra miljön, undervisningen eller organisationen för att minska dessa hinder. Detta relationella synsätt är centralt inom det kritiska perspektivet och delar av det relationella perspektivet.
Ett annat perspektiv är dilemmaperspektivet, som framhåller de inneboende spänningar och avvägningar som finns inom specialpedagogik, exempelvis mellan inkludering och individualisering. Perspektivet utmanar idén om att det finns en "perfekt" lösning och lyfter fram vikten av att medvetet balansera olika prioriteringar i specialpedagogiskt arbete. Det bidrar till att problematisera valet av strategier och metoder samt att förstå varför vissa beslut kan uppfattas som kontroversiella eller otillräckliga.
Några vanliga perspektiv inom specialpedagogiken är nedan i punktform ordnade efter typ av perspektiv; från perspektiv som fokuserar på individen vidare till mer miljö- och strukturfokuserade perspektiv:
- Medicinskt perspektiv: Ser svårigheter som en följd av biologiska eller neurologiska faktorer. Detta perspektiv är vanligt vid diagnoser som ADHD eller autism, där behandling eller träning ofta ses som en lösning.
- Kategoriskt perspektiv: Ser svårigheter som något inneboende hos individen. Fokus ligger på att identifiera och åtgärda dessa problem genom exempelvis diagnoser, tester eller individuella stödinsatser.
- Kompensatoriskt perspektiv: Fokuserar på att kompensera för individens svårigheter genom anpassningar och stöd, exempelvis hjälpmedel eller extra undervisning.
- Relationellt perspektiv: Utgår från att problem uppstår i samspelet mellan individen och omgivningen. Fokus ligger på att utveckla skolans lärmiljö och undervisning för att minska dessa problem.
- Dilemmaperspektivet: Framställer specialpedagogik som präglad av inneboende motsättningar, exempelvis mellan inkludering och individuellt stöd. Fokus ligger på att medvetandegöra och balansera dessa avvägningar.
- Kritiskt perspektiv: Betonar vikten av att granska skolans strukturer och normer för att identifiera hinder för inkludering. Perspektivet strävar efter att förändra skolmiljön snarare än att "fixa" eleven.

Dessa perspektiv kan betraktas som stående i konflikt med varandra eller som att de kan kompletterar varandra och bidrar till olika sätt att skapa en inkluderande lärmiljö. Samtidigt påverkar de hur elevers behov definieras och hur stödinsatser prioriteras, vilket har stor betydelse för hur skolan kan möta alla elevers rätt till lärande och delaktighet. I den specialpedagogiska diskussionen framförs synpunkter kring inkludering och stigmatisering i valet av perspektiv.

## Centrala begrepp och metoder
Inom specialpedagogiken används olika strategier och metoder för att stödja elever i deras lärande och utveckling. Dessa metoder syftar till att skapa en lärmiljö som är anpassad efter varje elevs individuella behov och förutsättningar, samtidigt som de strävar efter att främja delaktighet och inkludering. Här är några centrala metoder och begrepp inom området:
- Individualiserad undervisning: Detta innebär att anpassa undervisningens innehåll, tempo och arbetssätt efter elevens unika förutsättningar och behov. Målet är att skapa förutsättningar för varje elev att lyckas i sitt lärande, oavsett vilka hinder de möter. Metoden används ofta för att ge elever möjligheter att arbeta i sin egen takt eller på sätt som är mer gynnsamma för deras lärstil.

- Assistiv teknologi: Teknologiska hjälpmedel spelar en viktig roll inom specialpedagogiken. Detta inkluderar verktyg som text-till-tal-program, ljudböcker, bildstöd eller särskilda appar och datorprogram som underlättar för elever med exempelvis läs- och skrivsvårigheter, neuropsykiatriska diagnoser eller fysiska funktionsnedsättningar. Den snabba teknikutvecklingen har öppnat nya möjligheter för att stötta elever i deras lärande och delaktighet.

- Multisensoriska metoder: Undervisning som engagerar flera sinnen samtidigt – som syn, hörsel, känsel och ibland smak eller lukt – används för att förstärka inlärningen. Exempel är metoder som kombinerar taktila aktiviteter med visuella och auditiva inslag, till exempel att forma bokstäver med händerna samtidigt som man säger och ser dem. Dessa metoder används särskilt med elever som har läs- och skrivsvårigheter eller som gynnas av en mer konkret och upplevelsebaserad undervisning.

- Strukturerade undervisningsmodeller: Inom specialpedagogiken är tydlighet och struktur ofta avgörande för elevers framgång. Modeller som exempelvis TEACCH (Treatment and Education of Autistic and Communication-Handicapped Children) används för att skapa en visuell och förutsägbar lärmiljö som underlättar för elever med autism.

- Sociala berättelser och rollspel: För elever med svårigheter i social kommunikation används metoder som sociala berättelser, där konkreta situationer förklaras och visualiseras för att stärka elevens förståelse. Rollspel kan användas som ett sätt att träna sociala färdigheter i en trygg och kontrollerad miljö.

- Funktionsfokuserade träningsmetoder: För elever med fysiska eller kognitiva funktionsnedsättningar kan träning av specifika färdigheter ingå i undervisningen, exempelvis motorisk träning, talträning eller arbetsminnesövningar.

Dessa metoder används ofta i kombination för att möta elevernas olika behov och skapa en inkluderande lärmiljö. Valet av metod grundar sig på både elevens individuella förutsättningar och den övergripande pedagogiska målsättningen i verksamheten. Genom att använda dessa strategier kan lärare och specialpedagoger arbeta både förebyggande och stödjande för att främja lärande och delaktighet för alla elever.

## Specialpedagogens roll
En specialpedagog arbetar för att underlätta för barn, ungdomar och vuxna i behov av särskilt stöd. I likhet med en speciallärare har specialpedagogen uppdraget att utveckla skolans lärmiljöer på individ-, grupp- och skolnivå. Målet är att skolans verksamhet ska kunna möta behovet i en skola för alla. Specialpedagogen arbetar för eleverna i skolmiljön, medan specialläraren arbetar med eleverna i undervisningen.

## Utmaningar och framtida perspektiv
Trots framsteg inom specialpedagogiken kvarstår utmaningar, såsom att säkerställa tillräckliga resurser och kompetens inom skolorna. Framtida arbete inom området fokuserar på att ytterligare främja inkludering och att utveckla effektiva metoder för att stödja alla elevers lärande.